# Iglesia de Santa Catalina Mártir de Alejandría (Tacoronte)
La iglesia parroquial de Santa Catalina Mártir de Alejandría es la iglesia matriz del municipio de Tacoronte (isla de Tenerife, Islas Canarias, España). Es bien de interés cultural, con categoría de monumento, desde 2016.

## Descripción
El templo consta de tres naves y está presidido con un campanario. El templo actual fue edificado sobre la primitiva ermita que levantaron los primeros vecinos de Tacoronte. La iglesia se considera fundada en 1545, y en 1550 se decide derruir la ermita original para dotarla de cuerpo de iglesia.

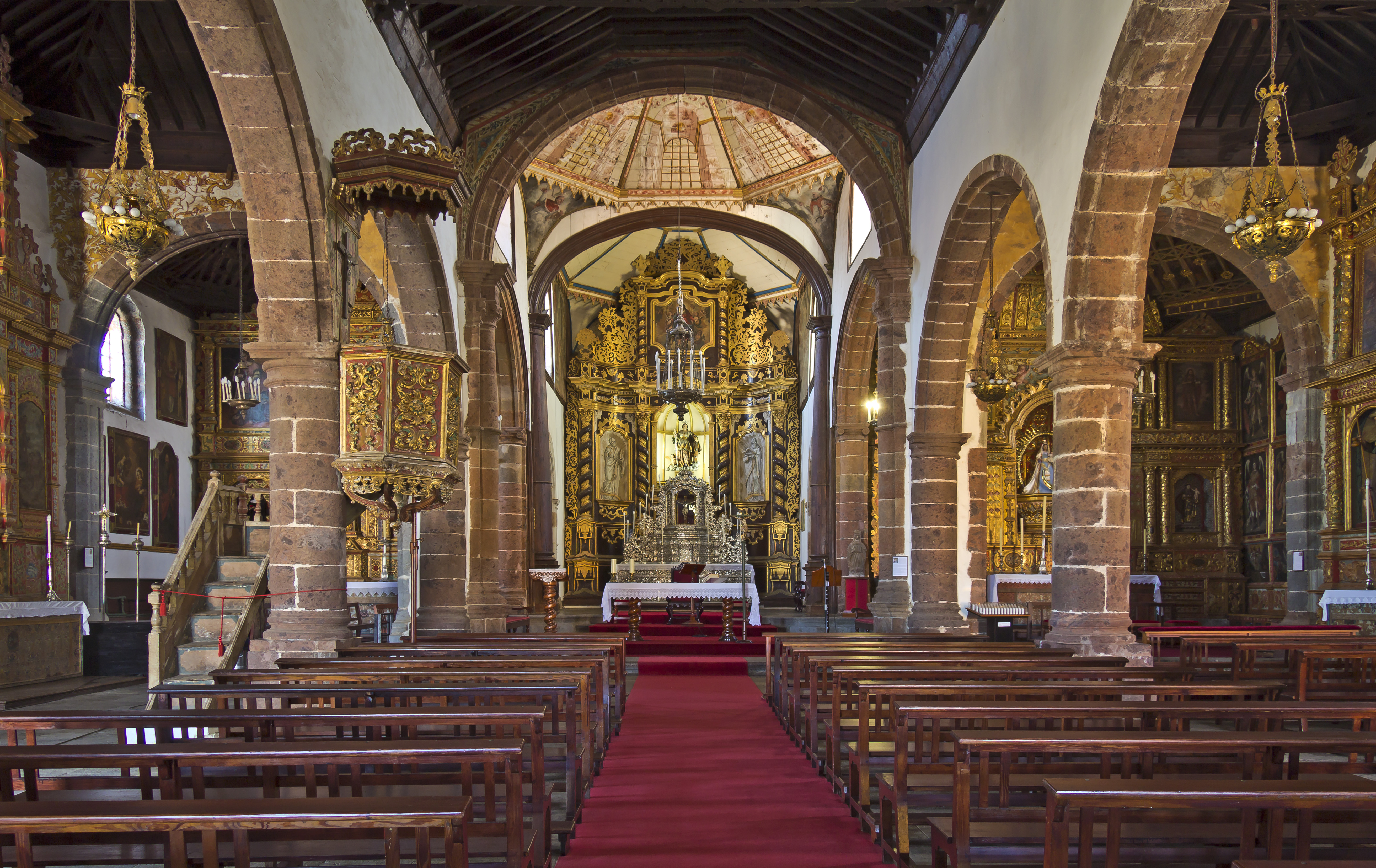
Interior y naves del templo.

En el altar mayor se encuentra la patrona de la ciudad, Santa Catalina Mártir de Alejandría, talla de José Miguel Luján Pérez que sustituyó a una antigua escultura de piedra labrada. 
Entre los tesoros de esta iglesia destaca un lienzo realizado en cobre de la Virgen de Guadalupe (Patrona de México y de América Latina) y que es considerado la mejor representación guadalupana de Canarias, la obra es atribuida a José de Páez. Esta obra fue precisamente realizada en México.
Tras un proceso de restauración de más de dos años, la iglesia volvió a abrir sus puertas el martes 23 de noviembre de 2021.